# Hystriphlias hystrix
Hystriphlias hystrix is een vlokreeftensoort uit de familie van de Temnophliantidae. De wetenschappelijke naam van de soort is voor het eerst geldig gepubliceerd in 1954 door K.H. Barnard.